# Rio da Telha
Le rio da Telha est un cours d'eau brésilien de l'État du Rio Grande do Sul. 